# Василій (Боднарчук)
Митрополи́т Терно́пільський і Буча́цький Васи́лій (світське ім'я Іван Миколайович Боднарчук; 28 січня 1925, Іване-Пусте, нині Борщівський район Тернопільська область — 21 січня 2006) — український православний діяч, єпископ УАПЦ. Митрополит Тернопольський та Бучацький УПЦ КП.
Колишній вояк УПА, в'язень концтаборів, активний борець за автокефалію Української православної церкви.
Брат митрополита УПЦ КП Іоана (Боднарчука) та архімандрита РПЦ Григорія.

## Життєпис
Народився 28 січня 1925 року в с. Іване-Пусте (тоді Борщівський повіт ЗУНР, за польським адмінподілом — Тернопільське воєводство), нині Борщівський район Тернопільська область, Україна).
1942 р. закінчив середню школу. З 1942 по 1944 рр. навчався у торговому технікумі м. Борщова. 13 листопада 1945 р. засуджений Військовим трибуналом м. Чортків на 10 років позбавлення волі і 5 років позбавлення всіх громадянських прав. Покарання відбував у м.Норильську Красноярського краю. У 1954 р. був звільнений. 1957 року поступив на навчання в Саратовську Духовну Семінарію.
У 1960 р. рукопложений на священника архієпископом Євменієм в місті Житомирi. До 1965 р. служив священиком в селі Крилівка Андрушівського району Житомирської області; до 1968 р. — в с.Ясенів-Пільний Городенківського району Івано-Франківської області; до 1978 р. — в с.Стриївка Збаразького району Тернопільської області; до 1987 р. — в м.Трускавець Дрогобицького району Львівської області; до 1990 р. — в с. Михайлевичі Дрогобицького району Львівської області.
30 березня 1990 року прийняв чернечий постриг в с. Михайлевичі.

## Єпископське служіння
31 березня 1990 року рукоположений молодшим братом владикою Іоаном (Боднарчуком), єпископом Сімферопольським і Кримським Варлаамом — Український екзархат РПЦ та Вікентієм (Чекаліним), єпископом Яснополянським РІПЦ на єпископа.
В 1990 р. з благословення Святійшого Патріарха Київського і всієї України Мстислава призначений на Тернопільсько-Бучацьку кафедру.
19 жовтня 1997 року прийнятий разом з духовенством і парафіянами Тернопільсько-Бучацької єпархії до складу УПЦ Київського патріархату та призначений єпископом Тернопільським і Бучацьким, керуючим Тернопільсько-Бучацькою єпархією.
21 січня 2006 року на 81-му році життя митрополит Василій відійшов до Господа. За час свого служіння він відвідав сотні парафій Тернопільської області, рукоположив понад 300 священників та освятив понад 100 храмів.